# Stirnbein

Schädel in Seitenansicht:
1. Stirnbein (Os frontale) (gelb)
2. Scheitelbein (Os parietale)
3. Nasenbein (Os nasale)
4. Siebbein (Os ethmoidale)
5. Tränenbein (Os lacrimale)
6. Keilbein (Os sphenoidale)
7. Hinterhauptsbein (Os occipitale)
8. Schläfenbein (Os temporale)
9. Jochbein (Os zygomaticum)
10. Oberkiefer (Maxilla)
11. Unterkiefer (Mandibula)

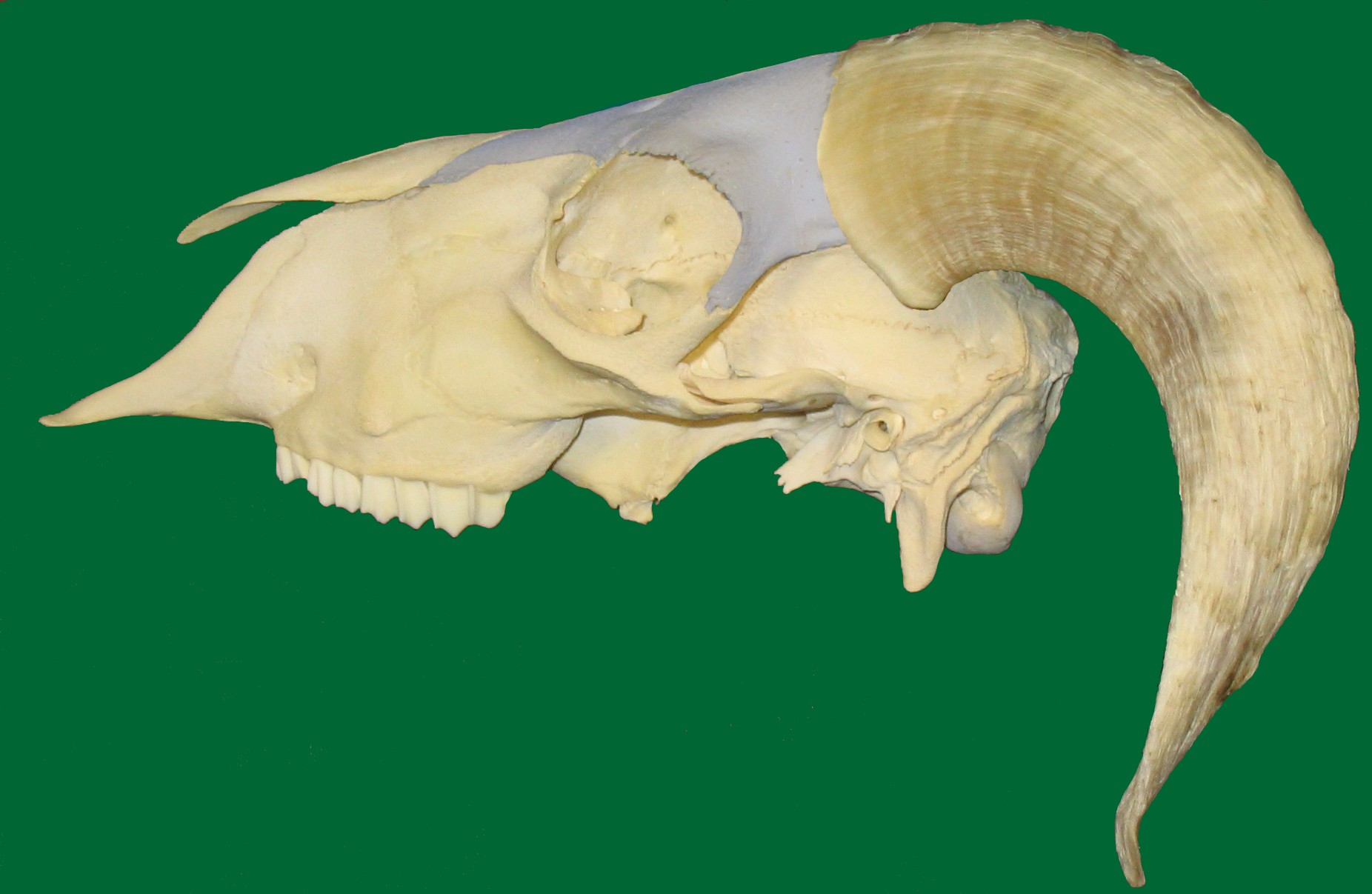
Schädel eines Schafes
Os frontale farbig markiert

Das paarige Stirnbein (lat. Os frontale) ist ein Teil des Hirnschädels. Es bildet das vordere Schädeldach und damit die vordere obere Wand der Schädelhöhle, bei Wiederkäuern einen Großteil des Schädeldachs. Die Stirnbeine beider Seiten sind in der Medianebene über eine Schädelnaht, die Sutura frontalis („Stirnnaht“), miteinander verbunden. Das Stirnbein der Säugetiere besteht aus drei Abschnitten, der Stirnbeinschuppe (Squama frontalis), der Augenhöhlenplatte (Pars orbita) und der Schläfenfläche (Facies temporalis).

## Beschreibung
Die Stirnbeinschuppe des Stirnbeins ist an der Bildung des oberen Augenhöhlenrandes (Margo supraorbitalis) beteiligt. Der Hinterrand wird von einem Fortsatz des Stirnbeins (Processus zygomaticus ossis frontalis) gebildet, dieser vereinigt sich bei den Wiederkäuern mit dem Stirnfortsatz (Processus frontalis) des Jochbeins. Bei Fleischfressern und Schweinen ist dieser Fortsatz nur kurz. Hier ist der Hinterrand der Orbita nur durch ein bindegewebiges Band verschlossen (Ligamentum orbitale), das zwischen dem Processus zygomaticus des Stirnbeins und dem Processus frontalis des Jochbeins verläuft. Nach kaudal ist die Squama frontalis bei Hunden, Pferden und Rindern durch die Linea temporalis abgegrenzt, diese ist jedoch bei den übrigen Hausäugetieren nicht ausgeprägt vorhanden. Die Augenhöhlenplatte bildet den hinteren Teil der knöchernen Augenhöhle (Orbita). Die Schläfenfläche macht nur einen kleinen Abschnitt des Stirnbeins aus. 
Beim Menschen und anderen Primaten trägt das Stirnbein einen deutlichen Wulst oberhalb der Augen, der als Augenbrauenbogen (Arcus superciliaris) bezeichnet wird. Zwischen beiden Augenbrauenbogen liegt oberhalb der Nasenwurzel die Stirnglatze (Glabella).
Zwischen die beiden Knochenplatten des Stirnbeins wächst eine mit Schleimhaut ausgekleidete Aussackung der Nasenhöhle aus. Diese Stirnhöhle (Sinus frontalis) ist eine der Nasennebenhöhlen.
Bei horntragenden Wiederkäuern bildet das Stirnbein einen knöchernen Hornzapfen (Processus cornualis) in das Horn. In diesen Fortsatz reicht auch die Stirnhöhle, so dass beim Enthornen erwachsener Wiederkäuer die Stirnhöhle eröffnet wird.